# Canton de Brive-la-Gaillarde
Pour les articles homonymes, voir Canton de Brive-la-Gaillarde (homonymie).
Le canton de Brive-la-Gaillarde, également appelé canton de Brive, est une ancienne division administrative française située dans le département de la Corrèze, qui a existé de 1790 à 1951.

## Historique
Le canton de Brive est l'un des cantons de la Corrèze créés en 1790 en même temps que la plupart des autres cantons français. Il porte ensuite le nom de canton de Brives puis, en 1929, devient le canton de Brive-la-Gaillarde.
En 1951, il est scindé en deux. Ses communes sont alors réparties entre le canton de Brive-la-Gaillarde-Nord et le canton de Brive-la-Gaillarde-Sud.

## Géographie
Ce canton était organisé autour de Brive-la-Gaillarde dans l'arrondissement de Brive-la-Gaillarde. Après 1801, son altitude variait de 90 m (Varetz) à 381 m (Cosnac).

## Administration

### Conseillers généraux de 1833 à 1951
| Période | Période          | Identité                               | Étiquette         | Qualité                                                                                                   |
| ------- | ---------------- | -------------------------------------- | ----------------- | --- |
| 1833    | 1839             | Antoine de Toulzac                     |                   | Maire de Brive (1830-1837)                                                                                |
| 1839    | 1845             | Léonard-Philippe Rivet                 |                   | Ancien directeur des contributions directes Président du Conseil général (1839-1843) Ancien député (1815) |
| 1845    | 1848             | Jean-Charles Rivet (fils du précédent) | Centre gauche     | Ancien Préfet Député (1839-1846, 1848-1849 et 1871-1872) Président du Conseil général (1844-1847)         |
| 1848    | 1852             | Pierre Siméon Bourzat (1800-1868)      | Gauche            | Avocat au barreau de Brive Représentant du Peuple (1848-1851), chassé de France en 1851                   |
| 1852    | 1864             | Léon de Jouvenel                       | Union des Droites | Propriétaire Député (1846-1848, 1852-1863 et 1871-1876) Président du Conseil général (1857-1861)          |
| 1864    | 1871             | Pierre-Ursmer Chauviniat (1809-1888)   | Bonapartiste      | Avocat, adjoint au maire de Brive Ancien maire de Saint-Cernin-de-Larche (1837-1846)                      |
| 1871    | 1873 (décès)     | Jean-Charles Rivet                     | Centre gauche     | Ancien Préfet Député (1839-1846, 1848-1849 et 1871-1872) Président du Conseil général (1844-1847)         |
| 1873    | 1886             | Jean-Baptiste Billot                   | Républicain       | Ancien général Docteur-médecin Député (1871-1876) Sénateur (1875-1907)                                    |
| 1886    | 1904 (décès)     | Émile François Lacoste                 | Républicain       | Avocat, conseiller municipal de Brive                                                                     |
| 1904    | 1919             | Édouard Lachaud                        | Rad.              | Médecin - Député (1898-1919) Ancien conseiller municipal de Malemort                                      |
| 1919    | 1922 (décès)     | Jean Fieyre                            | RG                | Professeur - Maire de Brive (1919-1922)                                                                   |
| 1922    | 1928             | Henri Chapelle                         | Rad.              | Avocat - Maire de Brive (1925-1939)                                                                       |
| 1928    | 1933 (démission) | Joseph Escande                         | RG                | Industriel Président de la Chambre de commerce Maire de Brive (1922-1925)                                 |
| 1934    | 1934             | Henri Chapelle                         | Rad.              | Maire de Brive (1925-1939)                                                                                |
| 1934    | 1940             | Blaise Raynal                          | Rad.              | Avocat |
|         |                  |                                        |                   | |
| 1945    | 1951             | Jean Goudoux                           | PCF               | Ouvrier du bâtiment Député (1946-1958)                                                                    |

### Conseillers d'arrondissement (de 1833 à 1940)
| Période                                  | Période | Identité                      | Étiquette   | Qualité |
| ---------------------------------------- | ------- | ----------------------------- | ----------- | --- |
| 1833                                     | 1839    | Philippe Rivet                |             | Procureur du Roi à Brive                                                                                    |
| 1839                                     | 1848    | François-Xavier Mialet        |             | Avocat, avoué, maire de Brive (1837-1840)                                                                   |
|                                          |         |                               |             | |
| 1889                                     | 1901    | M. Lantheaume                 | Républicain | |
| 1901                                     |         | Jean-Baptiste Alexandre Daudy | Radical     | |
|                                          |         |                               |             | |
|                                          |         | Louis Raynal                  | Radical     | Docteur en droit, Président du Conseil d'arrondissement                                                     |
| 1934                                     | 1940    | Jean Roumajon                 | SFIO        | Instituteur puis professeur, adjoint au maire de Brive (1935-1940), député (1936-1940)                      |
| 1940                                     |         |                               |             | Les conseils d'arrondissement ont été suspendus par la loi du 12 octobre 1940 et n'ont jamais été réactivés |
| Les données manquantes sont à compléter. |         |                               |             | |

## Composition
Le canton de Brive-la-Gaillarde regroupait les communes suivantes :
- Brive-la-Gaillarde[C 1]
- La Chapelle-aux-Brocs[C 2]
- Chasteaux de 1790 à 1801[C 3]
- Cosnac[C 4]
- Dampniat[C 5]
- Estivals à partir de 1801[C 6]
- Jugeals-Nazareth à partir de 1801[C 7]
- Lissac de 1790 à 1801[C 8]
- Malemort-sur-Corrèze[C 9]
- Nespouls à partir de 1801[C 10]
- Noailles[C 11]
- Obazine[5] de 1790 à 1801[C 12]
- Ussac[C 13]
- Varetz[C 14]
- Venarsal à partir de 1801[C 15]

L'ancienne commune de Prugne, absorbée par celle de La Chapelle-aux-Brocs en 1793, a peut-être fait partie du canton.